# Gonzaga nigriceps
Gonzaga nigriceps är en insektsart som först beskrevs av Robert McLachlan 1867.
Gonzaga nigriceps ingår i släktet Gonzaga och familjen guldögonsländor. Inga underarter finns listade i Catalogue of Life.